# Jehona
Jehona är ett kvinnonamn med albanskt ursprung med betydelsen eko från albanska ordet jehonë. Det fanns år 2007 71 personer som hade Jehona som förnamn i Sverige, varav 70 som tilltalsnamn.

## Personer
- Jehona Sopi – kosovoalbansk sångerska